# Silvio Costa
Silvio Serafim Costa (Rio Formoso, 23 de dezembro de 1956) é um político, empresário e professor brasileiro.

## Biografia
Foi Vereador do Recife no período de 1992 a 2002 e Deputado Estadual de Pernambuco de 2002 a 2006. É pai do deputado federal Sílvio Costa Filho (PRB), do advogado Carlos Costa, da médica Marcela Costa Campos e do deputado estadual João Paulo Costa (Avante).
Foi vice-líder do governo Dilma Rousseff (PT), na Câmara dos Deputados até ela ser afastada para responder por crime de responsabilidade no Senado. É reconhecido como um dos mais ativos opositores a Eduardo Cunha (PMDB-RJ), deputado federal que presidiu a Câmara, até renunciar ao cargo depois de ser suspenso das funções parlamentares pelo Supremo Tribunal Federal (STF).
Em dezembro de 2015, anunciou sua saída do Partido Social Cristão por discordar com o posicionamento que o partido vinha adotando sobre o processo de impeachment contra Dilma Rousseff e pela indicação dos deputados Eduardo Bolsonaro (SP) e Marco Feliciano (SP) para compor a comissão processante, representando a bancada. No dia seguinte anunciou sua filiação ao PTdoB para, assim, poder participar da comissão processante representando o partido.
Na sessão que decidiu por aceitar o pedido de impeachment da presidente Dilma Roussef, Costa votou contrário ao impedimento da presidente. Já no governo de Michel Temer (PMDB), votou de maneira contrária a Reforma trabalhista. Votou em favor da PEC do Teto de Gastos.
Silvio Costa foi vice-líder da minoria no governo Michel Temer. Opositor do presidente Temer, se apresentou como pré-candidato ao Senado Federal, como o "Senador de Lula" por Pernambuco em 2018 e ganhou campanha da ex-presidente Dilma Rousseff. No entanto, não conseguiu ser eleito e ficou em quinto lugar com 680.435 votos representando 10,23% dos votos válidos.
No ano de 2020, filiou-se ao Republicanos com o intuito de concorrer ao cargo de prefeito de Jaboatão dos Guararapes.